# Barrett Hayton
Barrett Hayton, född 9 juni 2000, är en kanadensisk professionell ishockeyforward som spelar för Utah Mammoth i National Hockey League (NHL).
Han har tidigare spelat för Arizona Coyotes och Utah Hockey Club i NHL; Ilves i Liiga; Tucson Roadrunners i American Hockey League (AHL) samt Sault Ste. Marie Greyhounds i Ontario Hockey League (OHL).
Hayton draftades av Arizona Coyotes i första rundan i 2018 års draft som femte spelare totalt.

## Statistik
| 2014–2015  | Peterborough Petes          | ETA        | 36  | 19 | 14 | 33  | 18  | —  | —  | —  | —  | —  |
| 2015–2016  | Toronto Red Wings           | GTHL       | 59  | 36 | 37 | 73  | —   | —  | —  | —  | —  | —  |
| 2016–2017  | Sault Ste. Marie Greyhounds | OHL        | 63  | 9  | 18 | 27  | 36  | 9  | 2  | 0  | 2  | 4  |
| 2017–2018  | Sault Ste. Marie Greyhounds | OHL        | 63  | 21 | 39 | 60  | 32  | 24 | 8  | 13 | 21 | 16 |
| 2018–2019  | Sault Ste. Marie Greyhounds | OHL        | 39  | 26 | 40 | 66  | 42  | 11 | 6  | 10 | 16 | 16 |
| 2019–2020  | Arizona Coyotes             | NHL        | 20  | 1  | 3  | 4   | 14  | 3  | 0  | 0  | 0  | 0  |
|            | Tucson Roadrunners          | AHL        | 5   | 1  | 4  | 5   | 4   | —  | —  | —  | —  | —  |
| 2020–2021  | Arizona Coyotes             | NHL        | 14  | 2  | 1  | 3   | 0   | —  | —  | —  | —  | —  |
|            | Liiga                       | Liiga      | 8   | 0  | 4  | 4   | 8   | —  | —  | —  | —  | —  |
|            | Tucson Roadrunners          | AHL        | 26  | 6  | 4  | 10  | 18  | 1  | 0  | 0  | 0  | 0  |
| 2021–2022  | Arizona Coyotes             | NHL        | 60  | 10 | 14 | 24  | 20  | —  | —  | —  | —  | —  |
|            | Tucson Roadrunners          | AHL        | 4   | 0  | 1  | 1   | 6   | —  | —  | —  | —  | —  |
| 2022–2023  | Arizona Coyotes             | NHL        | 82  | 19 | 24 | 43  | 42  | —  | —  | —  | —  | —  |
| 2023–2024  | Arizona Coyotes             | NHL        | 33  | 3  | 7  | 10  | 26  | —  | —  | —  | —  | —  |
| 2024–2025  | Utah Hockey Club            | NHL        | 82  | 20 | 26 | 46  | 45  | —  | —  | —  | —  | —  |
| NHL total  | NHL total                   | NHL total  | 291 | 55 | 75 | 130 | 147 | 3  | 0  | 0  | 0  | 0  |
| AHL total  | AHL total                   | AHL total  | 35  | 7  | 9  | 16  | 28  | 1  | 0  | 0  | 0  | 0  |
| OHL totalt | OHL totalt                  | OHL totalt | 165 | 56 | 97 | 153 | 110 | 44 | 16 | 23 | 39 | 36 |

### Internationellt
| Källa: Uppdaterad: 2024-10-27 | Källa: Uppdaterad: 2024-10-27 | Källa: Uppdaterad: 2024-10-27 |         | Utv = Utvisningsminuter | Utv = Utvisningsminuter | Utv = Utvisningsminuter | Utv = Utvisningsminuter | Utv = Utvisningsminuter |
| År                            | Lag                           | Mästerskap                    | Matcher | Mål                     | Assists                 | Poäng                   | Utv                     |                         |
| ----------------------------- | ----------------------------- | ----------------------------- | ------- | ----------------------- | ----------------------- | ----------------------- | ----------------------- | ----------------------- |
| 2017                          | Kanada                        | Ivan Hlinka                   | 5       | 3                       | 3                       | 6                       | 2                       |                         |
| 2019                          | Kanada                        | JVM                           | 5       | 0                       | 4                       | 4                       | 0                       |                         |
| 2020                          | Kanada                        | JVM                           | 7       | 6                       | 6                       | 12                      | 6                       |                         |
| Junior totalt                 | Junior totalt                 | Junior totalt                 | 17      | 9                       | 13                      | 22                      | 8                       |                         |